# Olaberria
Olaberria é um município da Espanha na província de Guipúscoa, comunidade autónoma do País Basco, de área 6,92 km² com população de 936 habitantes (2007) e densidade populacional de 130,77 hab/km².

## Demografia
| Variação demográfica do município entre 1991 e 2004 | Variação demográfica do município entre 1991 e 2004 | Variação demográfica do município entre 1991 e 2004 | Variação demográfica do município entre 1991 e 2004 |
| --------------------------------------------------- | --------------------------------------------------- | --------------------------------------------------- | --------------------------------------------------- |
| 1991                                                | 1996                                                | 2001                                                | 2004                                                |
| 1123                                                | 1010                                                | 904                                                 | 918                                                 |